# Мојано (Напуљ)
Мојано (итал. Moiano) је насеље у Италији у округу Напуљ, региону Кампанија.
Према процени из 2011. у насељу је живело 2670 становника. Насеље се налази на надморској висини од 503 м.